# Hamnbron, Norrköping

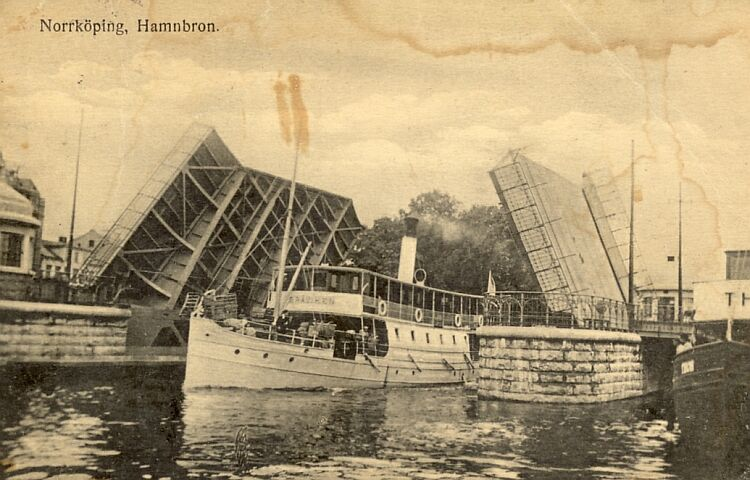
S/S Bråviken vid passage av Gamla Hamnbron, mellan 1904 och 1930

Hamnbron är en bro över Motala ström i Norrköping.
Den första Hamnbron var från början en klaffbro, som byggdes 1913-1915 och då inte hindrade den verksamhet i Norrköpings hamn, som fanns i Motala ström uppströms fram till Saltängsbron. Bron hade förutom två körbanor också ett järnvägspår för att ge omlastningsmöjlighet också vid kajen på södra sidan av strömmen.
Den gamla bron öppnades sista gången 1959, då Holmens bruks bogserbåt Holmen II lämnade den inre delen av hamnen. Därefter låstes öppningsmekanismen. År 1970 revs bron och ersattes med den nuvarande hamnbron.